# Bauvermessung

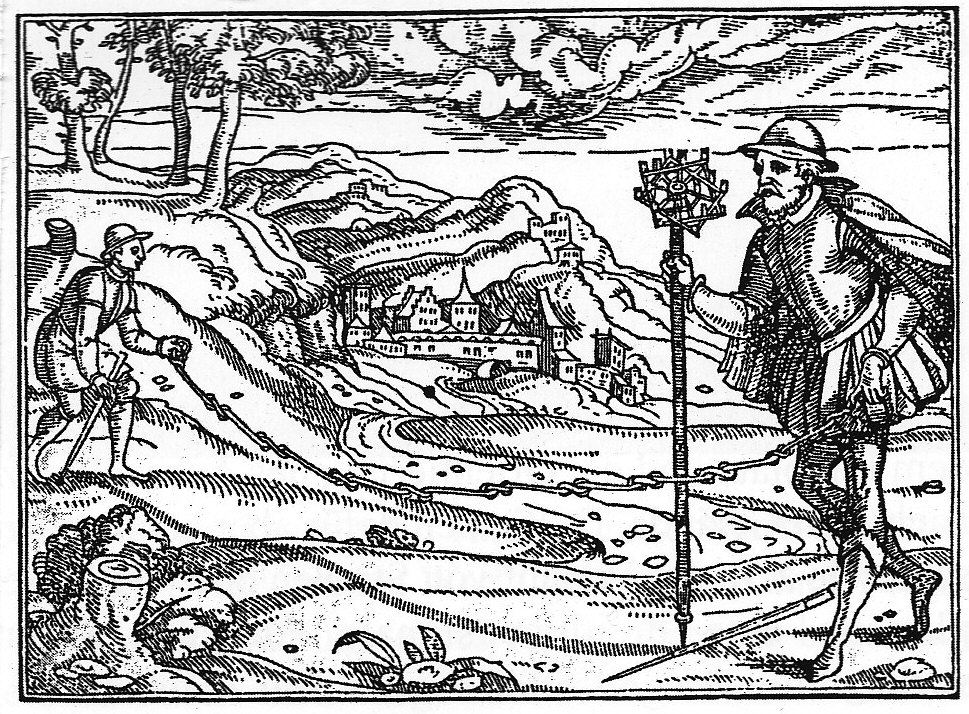
Messkette und Winkelkreuz: Nach Carolus Stephanus und Johannes Liebhaltus, Straßburg 1579.

Die Aufgaben der Bauvermessung obliegen bei Großbaustellen einem beigezogenen oder angestellten Geodäten, bei kleineren Bauvorhaben einem Bauingenieur oder dem Bauleiter bzw. Bauführer. Kleinere Absteckungen nimmt meist der Polier vor.
Die Bauvermessung umfasst im Regelfall Arbeiten in folgender Reihenfolge:
- Anlage eines Vermessungsnetzes rund um die Baustelle
- Baustelleneinrichtung: v..a. Markieren der Baufluchtlinien und des Höhenbezugs
- Absteckung des Kellers und wichtiger Gebäudeecken, Schnurgerüst
- Baukontrolle und Schlussvermessung.

## Anlage des Vermessungsnetzes
- Bei Großprojekten (Autobahn, lange Brücken, Kraftwerke usw.) eine vorausgehende Grundlagenvermessung, wenn die Genauigkeit der staatlichen Gebrauchskoordinaten (großräumig einigen cm) nicht ausreicht
- bei kleineren Projekten geodätischer Anschluss ans Vermessungsnetz des Staates oder Bundeslandes -- mit Hilfe amtlicher Festpunkte und üblicher Orientierungsverfahren
- vermessungstechnische Arbeiten zur Baustelleneinrichtung, vor allem
  - die lokale Vermarkung der Baufluchtlinie
  - die Herstellung des vorgeschriebenen Höhenniveaus durch lokale Höhenfestpunkte.

## Absteckung des Bauwerks
Absteckung ist die Übertragung wichtiger Linien und Höhen des Bauplans in das Gelände bzw. auf das Grundstück. Diese Punkte werden mit Farbe, Messmarke, Nagel oder Pflock vermarkt. Die übliche Reihenfolge ist:  
- die Absteckung der wichtigen Gebäudeecken
- die Festlegung des Höhenniveaus des Fundaments
- die Lage- und Höhenabsteckung anderer Bauelement wie Kanal, Rohrleitungen, Garagenabfahrt usw.

## Begleitende und abschließende Arbeiten
- Kontrolle der Höhenlage und der Gebäudeecken durch den Polier, z. B. mittels Baunivellier und Sperrmaßen
- Vermessungen zur begleitenden Baukontrolle (im Allgemeinen nur bei größeren Projekten im Hoch- und Tiefbau)
- allfällige Kontrollmessungen bei Anfragen von Baubehörde oder Nachbarn
- Abstecken der Einfriedung
- Endvermessung (Bestandsaufnahme) bei Wohnhausanlagen oder größeren Projekten.

Die grundbücherlichen Arbeiten (z. B. eine Grundstücksteilung oder Grenzfeststellung) sind teilweise schon vor dem Ansuchen zur Baubewilligung erforderlich und müssen von einem dazu befugten Vermessungsingenieur – z. B. einem Ziviltechniker – vorgenommen werden.